# 悪魔の美しさ
『悪魔の美しさ』（あくまのうつくしさ、仏: La Beauté du diable）は、1950年に公開されたフランスの映画。ゲーテの戯曲『ファウスト』を監督のルネ・クレールが翻案し映画化した作品。出演はミシェル・シモンやジェラール・フィリップなど。
日本での初公開時の題は『惡魔の美しさ』。

## ストーリー
十九世紀初頭、悪魔の手下メフィストは、老いた大学教授ファウスト博士を誘惑し、魂と引き換えに青年に姿を変えさせる。彼はジプシー娘マルグリットと恋に落ちるが、ファウスト誘拐事件の犯人として警察にとらえられる。ところが、法廷へ老ファウストに化けたメフィストが現れたため、アンリは釈放される。
以降、メフィストは青年へ砂を金に変える術を授けたり、大公妃への愛も取り付けるなど成功を体験させてきたが、魂は手に入らなかった。怒ったメフィストは彼からすべての能力を取り上げ、慌てた青年は契約書に署名してしまう。途方に暮れた青年がマルグリットにすがろうとしたため、ついにメフィストは国中の金を砂に戻し、マルグリットを魔女として告発する。それでも、マルグリットは青年から離れようとせず、メフィストのものにはならなかった。さらに、彼女は宮殿にやってきた民衆へメフィストの契約書を与えた。そこにはファウストの署名があり、メフィストは群衆に追われて破滅する。

## キャスト
- 老ファウスト: ミシェル・シモン（フランス語版）（吹替: 小松方正）
- 青年ファウスト: ジェラール・フィリップ（吹替: 仲村秀生）
- マルグリット: ニコール・ベルナール（フランス語版）（吹替: 荘司美代子）
- 大公妃: シモーヌ・バレール（フランス語版）（吹替: 川口いずみ）
- 大公: カルロ・ニンキ（フランス語版）（吹替: 照内敏晴）
- アントワーヌ: レイモン・コルディ（フランス語版）
- 侍従: トゥリオ・カルミナティ

※日本語吹替: テレビ版・初回放送1966年1月18日『テレビ名画座』

## スタッフ
- 監督・脚本: ルネ・クレール
- 助監督: ミシェル・ボワロン
- 原案: ゲーテ『ファウスト』
- 製作: サルヴォ・ダンジェロ（イタリア語版）
- 撮影：ミシェル・ケルベ（フランス語版）
- 美術: レオン・バルザック（フランス語版）、アルド・トマシーニ（イタリア語版）
- 衣装: ヴェニエロ・コラサンティ（フランス語版）
- 衣装デザイン: マヨ（フランス語版）
- 編集: ジェームズ・キューネ
- 音楽: ロマン・ヴラド

## 受賞
- 英国アカデミー賞作品賞（1950年）- ノミネート[3]